# Arsénio Pompílio Pompeu de Carpo
Arsénio Pompílio Pompeu de Carpo ComC (Funchal, 20 de Dezembro de 1792 – São Paulo de Luanda, 1869) foi um empresário português. Desenvolveu o primeiro plano para um caminho de ferro em Angola, em 1848.

## Biografia

### Do nascimento até à saída para Angola
Nasceu no Funchal em 1792 como Arsénio dos Santos. Trabalhou como pedreiro, seguindo a profissão de seu pai. Em 1817 encontrava-se em Lisboa, quando foi preso por estar envolvido com protagonistas da conspiração de Gomes Freire de Andrade. Depois dum breve aprisionamento no Castelo de São Jorge foi recambiado para a Madeira. Em março de 1820 embarcou para o Rio de Janeiro. Pouco se sabe sobre o motivo da viagem e o tempo da estadia, porém foi aí que Arsénio provavelmente deixou o nome dos Santos e adquiriu os sobrenomes Pompílio Pompeu de Carpo.
Depois de ter regressado à Madeira, envolveu-se em 1823 numa conspiração contra o governo central. Em consequência foi deportado para Angola para cumprir um pena de cinco anos. Como era habitual, teve que servir nas forças militares, o que não impedia os militares de desenvolver atividades paralelas de negociantes, incluindo o negócio dos escravos. No final da década de 1820, depois de ter cumprido a pena, Arsénio voltou ao Brasil, fixando residência em Recife. Provavelmente dedicava-se ao Comércio atlântico de escravos, que, embora entretanto oficialmente abolido, continuara. Em meados da década de 1830, Arsénio era já proprietário de vários navios e tentava ganhar terreno no negócio dos escravos das grandes casas, com os seus navios a frequentarem as rotas de Angola para o Uruguai, Brasil e Cuba.

### Da chegada a Luanda em 1837 até à fuga para os Açores em 1847
Depois do seu regresso definitivo a Angola em 1837, tornou-se o negociante considerado o maior negreiro de Angola. Ganhou influência no meio político de Luanda e contribuiu, com uma missiva às cortes em 1839, para a demissão do almirante António de Noronha em Luanda, que estava a pôr em prática a lei da abolição contra os traficantes locais. Estabeleceu-se como figura influente no meio político angolano, principalmente nas negociações com os ingleses e os resultantes acordos, que possibilitavam um fim do tráfego de escravos demorado e por fases.
Foi presidente da câmara municipal de Luanda, e a 10 de dezembro de 1842 foi nomeado coronel comandante dos distritos do Bié, Bailundo e Huambo, embora estes fossem títulos puramente honoríficos. A 7 de Março de 1843, foi condecorado, sendo nomeado comendador da Ordem Militar de Cristo. Foi um ativista setembrista, causa da forte oposição do governo cabralista contra Carpo, o protagonista mais ilustre do negócio proibido dos escravos, negócio este rejeitado e perseguido pelos cabralistas. Com a crescente pressão política internacional sobre o governo português principalmente desde meados de 1845, foi a boa relação de Carpo com militares e negociantes ingleses da região que foi adiando a prisão de Carpo. No entanto, com a tomada de posse do novo governador de Angola, Pedro Alexandrino da Cunha, este prendeu Carpo sobre acusações ligadas ao tráfico de escravos ilegal, a fraudes fiscais e a incumprimentos legais como presidente da câmara de Luanda e como vereador. Depois de transferido para Lisboa, foram amigos ligados aos negócios e à maçonaria que conseguiram criar, nos meios políticos, económicos, e pela imprensa, um clima de defesa do prisioneiro Carpo. Um forte motivo para apoiar a libertação de Carpo consistia ainda a ameaça de Carpo de publicar os nomes de quem colaborou com ele no negócio lucrativo ilegal. A 20 de Março de 1846, o Supremo Tribunal declarou ilegal a remoção de Carpo para Lisboa e mandou anular o processo. Dois dos juízes julgaram a acusação de traficante nula por falta de material apreendido, enquanto os outros juízes decidiram o tribunal lisboeta ser incompetente para o caso. Por último, também a acusação de desobedecimento às ordens da rainha foi considerada não provada pelo Conselho de Guerra. Libertado, Carpo tentou voltar a Angola, procurando que lhe fosse concedido o governo de Angola.
Com a perda de todos os meios económicos e com a Guerra da Patuleia a alastrar, Carpo refugiou-se em Ponta Delgada em Fevereiro de 1847, tentando ganhar nova influência política e económica. Depois do restauro do governo Cabral no fim da guerra civil, Carpo muda-se para Londres. Com os seus relacionamentos económicos com empresários portugueses em Londres e procurando apoio a Sá da Bandeira, cria a ideia de uma Companhia Africana Ocidental Portuguesa com sede em Luanda.[carece de fontes?] Nesse contexto, em 1848 Arsénio de Carpo também procurou construir o primeiro caminho de ferro em Angola, associado a dois portugueses, Silvano Luis Ferreira e Eduardo G. Possolo, e a um estrangeiro, de apelido Schultz. O seu plano, que não foi concretizado, consistia em ligar as localidades de Luanda e Calumbo, na margem do Rio Cuanza, utilizando locomotivas a vapor.

### Do regresso a Luanda em 1849 até à morte em 1869
Também seus demais planos não tiveram apoio oficial e acabaram por não serem realizados. Só depois do fim do mandato de Pedro Alexandrino da Cunha como governador, Carpo pôde voltar a Luanda, onde chegou em Março de 1849. Depois de ter restabelecidos os seus contatos e recuperado parte significativa do seu património anterior, Arsénio parte para o Brasil para também lá recuperar bens e ligações. Chegou ao Rio em Junho de 1849, mas não lhe foi concedido tempo pelas autoridades brasileiras, que o prenderam. Depois de várias acusações, Carpo foi extraditado em Setembro de 1849. Regressou com a sua família a Luanda em Novembro de 1849. Falido, em fins de 1851, finalmente um negociante de Luanda de nome António Lopes da Silva apresentou queixa contra Carpo, por falência culposa e fraudulenta, levantamento de fazendas alheias, escrituras simuladas, burla e estelionato. Foi julgado em Luanda e condenado a dez anos de degredo na Ilha de São Tomé e à perda de todas as graduações, patentes, honras e títulos honoríficos. Depois de um apelo a Lisboa, foi transferido novamente para o Castelo de São Jorge no final de 1852. Novamente a sentença foi rapidamente anulada por motivos processuais, e em Junho de 1853 foi libertado. Arsénio regressou a Luanda, mas com a decadência total do comércio de escravos, não conseguiu redimensionar as suas atividades económicas. No entanto, em final de 1853 conseguiu ser nomeado governador do presídio de Ambaca, então o extremo leste da colónia portuguesa, onde permaneceu pelo menos até maio de 1854, quando Livingstone lá passou.
Em 1856 e 1857, Carpo obteve a exploração de uma mina de cobre no distrito de Golungo Alto e de uma mina de prata no presídio do Duque de Bragança, mas os resultados ficaram muito abaixo das expetativas. A sua situação precária obrigou Carpo a pedir à Coroa «qualquer emprego civil». Mas foi uma antiga relação familiar e comercial com os Oliveira Machado, que lhe valeu em Maio de 1857 a posição de um administrador ou representante em Luanda da casa comercial de José Joaquim de Oliveira Machado, de Lisboa. Ainda integrou a comissão de onze membros que em meados de 1861 começava a organizar a representação de Angola à Exposição Internacional de Londres (1862).
Ainda conseguiu manter atividades de benemérito local em Luanda. Depois de sempre ter apoiado monetariamente muitos projetos de utilidade pública e culturais em Luanda no passado, especialmente na década 1840, Arsénio continuava a desenvolver atividades também beneméritas. Assim, em 1858, juntamente com outros comerciantes de Luanda, promoveu uma iniciativa para angariar donativos em ajuda de Lisboa na epidemia de febre amarela. Nos últimos anos da sua vida, ainda investiu fortemente no comércio com o interior angolano. Faleceu em Luanda em 1869.